# Kremlin Cup 2019 - Qualificazioni singolare maschile
Le qualificazioni del singolare maschile della Kremlin Cup 2019 sono state un torneo di tennis preliminare per accedere alla fase finale della manifestazione. I vincitori dell'ultimo turno sono entrati di diritto nel tabellone principale. In caso di ritiro di uno o più giocatori aventi diritto a questi sono subentrati i lucky loser, ossia i giocatori che hanno perso nell'ultimo turno ma che avevano una classifica più alta rispetto agli altri partecipanti che avevano comunque perso nel turno finale.

## Teste di serie
1. Egor Gerasimov (qualificato)
2. Damir Džumhur (qualificato)
3. Ilya Ivashka (primo turno)
4. Lukáš Rosol (qualificato)

1. Nikola Milojević (ultimo turno, lucky loser)
2. Sebastian Ofner (ultimo turno)
3. Rudolf Molleker (ultimo turno)
4. Filip Horanský (ultimo turno)

## Qualificati
1. Egor Gerasimov
2. Damir Džumhur

1. Artem Dubrivnyy
2. Lukáš Rosol

### Lucky loser
1. Nikola Milojević

## Tabellone

### Legenda
| - Q = Qualificato - WC = Wild card - LL = Lucky loser | - ALT = Alternate - SE = Special Exempt - PR = Protected Ranking | - w/o = Walkover - r = Ritirato - d = Squalificato |

### Sezione 1
|  | Primo turno | Primo turno       | Primo turno       | Primo turno | Primo turno |  |  | Ultimo turno | Ultimo turno    | Ultimo turno | Ultimo turno | Ultimo turno |  |
|  |             |                   |                   |             |             |  |  |              |                 |              |              |              |  |
|  | 1           | Egor Gerasimov    | Egor Gerasimov    | 6           | 6           |  |  |              |                 |              |              |              |  |
|  |             | Elliot Benchetrit | Elliot Benchetrit | 0           | 3           |  |  | 1            | Egor Gerasimov  | 6            | 4            | 6            |  |
|  |             | Maxime Janvier    | 6                 | 1           | 3           |  |  | 7            | Rudolf Molleker | 3            | 6            | 3            |  |
|  | 7           | Rudolf Molleker   | 4                 | 6           | 6           |  |  |              |                 |              |              |              |  |

### Sezione 2
|  | Primo turno | Primo turno     | Primo turno     | Primo turno | Primo turno |  |  | Ultimo turno | Ultimo turno    | Ultimo turno    | Ultimo turno | Ultimo turno |  |
|  |             |                 |                 |             |             |  |  |              |                 |                 |              |              |  |
|  | 2           | Damir Džumhur   | Damir Džumhur   | 6           | 6           |  |  |              |                 |                 |              |              |  |
|  |             | Aleksej Vatutin | Aleksej Vatutin | 4           | 3           |  |  | 2            | Damir Džumhur   | Damir Džumhur   | 6            | 6            |  |
|  |             | Mirza Bašić     | 63              | 6           | 3           |  |  | 6            | Sebastian Ofner | Sebastian Ofner | 2            | 2            |  |
|  | 6           | Sebastian Ofner | 7               | 3           | 6           |  |  |              |                 |                 |              |              |  |

### Sezione 3
|  | Primo turno | Primo turno        | Primo turno | Primo turno | Primo turno |  |  | Ultimo turno | Ultimo turno    | Ultimo turno    | Ultimo turno | Ultimo turno |  |
|  |             |                    |             |             |             |  |  |              |                 |                 |              |              |  |
|  | 3           | Ilya Ivashka       | 7           | 2           | 2           |  |  |              |                 |                 |              |              |  |
|  | WC          | Artem Dubrivnyy    | 5           | 6           | 6           |  |  | WC           | Artem Dubrivnyy | Artem Dubrivnyy | 6            | 7            |  |
|  | WC          | Evgenij Karlovskij | 6           | 3           | 0           |  |  | 8            | Filip Horanský  | Filip Horanský  | 4            | 5            |  |
|  | 8           | Filip Horanský     | 4           | 6           | 6           |  |  |              |                 |                 |              |              |  |

### Sezione 4
|  | Primo turno | Primo turno      | Primo turno      | Primo turno | Primo turno |  |  | Ultimo turno | Ultimo turno     | Ultimo turno | Ultimo turno | Ultimo turno |  |
|  |             |                  |                  |             |             |  |  |              |                  |              |              |              |  |
|  | 4           | Lukáš Rosol      | Lukáš Rosol      | 6           | 6           |  |  |              |                  |              |              |              |  |
|  |             | Roman Safiullin  | Roman Safiullin  | 3           | 4           |  |  | 4            | Lukáš Rosol      | 7            | 6            | 6            |  |
|  |             | Roberto Marcora  | Roberto Marcora  | 3           | 3           |  |  | 5            | Nikola Milojević | 5            | 7            | 3            |  |
|  | 5           | Nikola Milojević | Nikola Milojević | 6           | 6           |  |  |              |                  |              |              |              |  |